# اتحاد الرأس الأخضر لكرة القدم

الشعار السابق لاتحاد الرأس الأخضر

تأسس اتحاد الرأس الأخضر لكرة القدم في عام 1982 وانضم إلى الإتحاد الدولي لكرة القدم في 1986 وإنضم إلى الاتحاد الأفريقي لكرة القدم في 1986.